# 布格多夫 (瑞士)

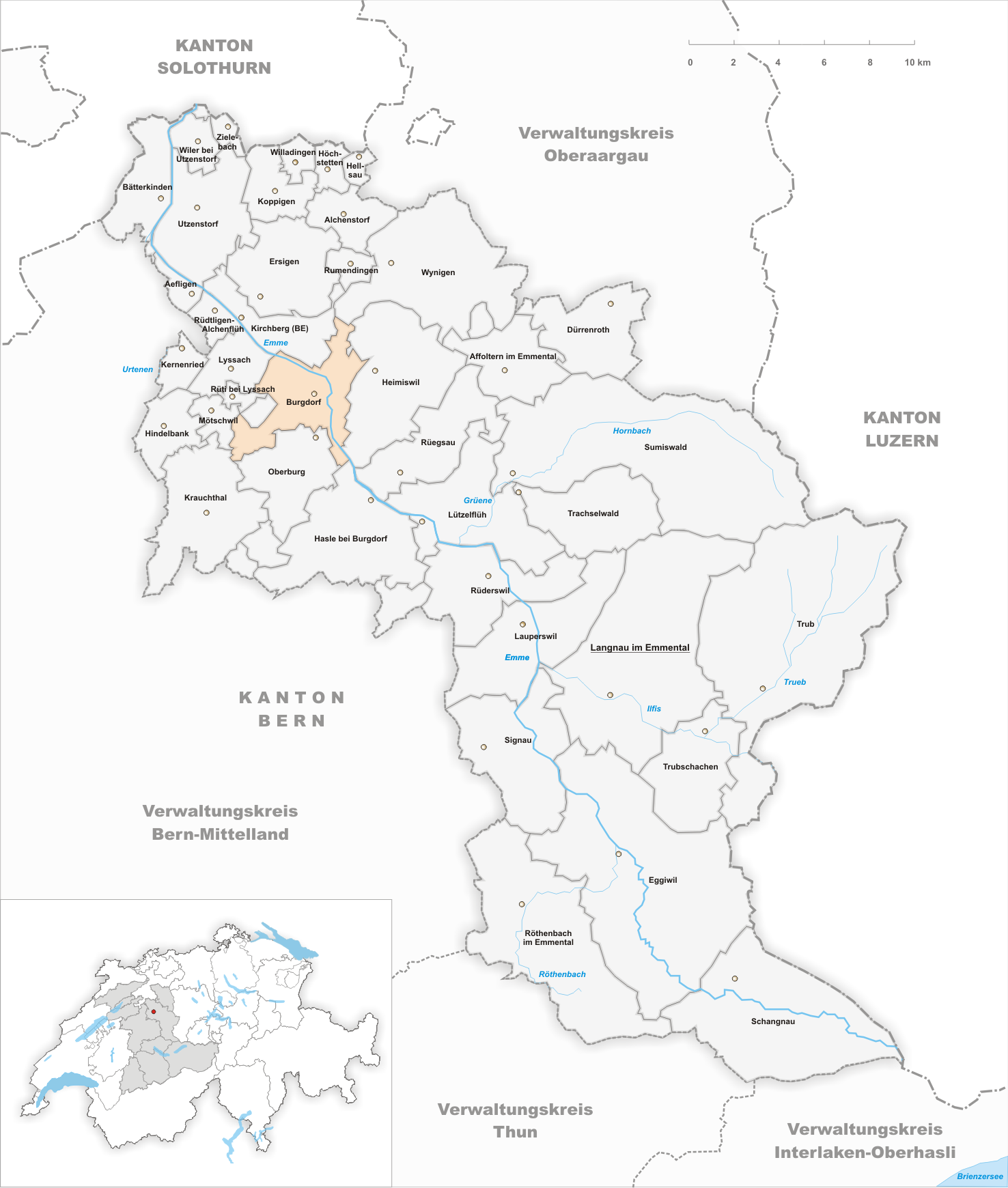
布格多夫市地图

布格多夫（德語：Burgdorf）是瑞士联邦伯尔尼州的一座城市，位于埃默河左岸。

## 地理
布格多夫位于埃默河河谷的出口。面積为15.60平方公里，海拔高度557米。

## 歷史
該地區自新石器時代有人類居住。中世紀早期，當地屬勃艮第王國統治。11世紀時轉歸哲林根家族。1080年，布格多夫城堡初次見於記載（castellum Bertoldi ducis）。12世紀後期，城堡周圍開始營建城鎮。1236年，布格多夫正式見於文獻。哲林根家族絕嗣後，基堡伯爵家族成為新的主人，並繼續拓展城市規模。此后，布格多夫成为基堡和新基堡伯爵的居城。
14世纪，新基堡家族陷入不斷積累的债务中。1382年11月11日，新基堡鲁道夫二世伯爵发兵袭击索洛图恩，迫其免债。索洛图恩的盟友伯尔尼借机介入。1383年3月，伯尔尼-索洛图恩聯軍向布尔格多夫进发。军队得到了来自森林州、卢塞恩、苏黎世、纳沙泰尔和萨瓦的部队的支持，並配备了投石机和原始的火枪。伯爵鲁道夫二世在开战前去世，布格多夫由鲁道夫的叔叔贝希托尔德一世主持防御，抵抗住了长达45天的围攻。由于巨大的战争负担和境內动荡，伯尔尼议会寻求联盟调解以结束战争。1384年4月5日，基堡家族同意将布尔格多夫和图恩的城镇和城堡以37,800金币的價格出售给伯尔尼。

## 人口
2020年12月31日人口为16,583人，其中六成居民信奉基督教。

## 交通
- 瑞士联邦铁路伯尔尼-苏黎世干线
- BLS股份公司图恩-索洛图恩私营铁路
- A1高速公路39号出口

## 景点
- 布格多夫城堡
- 布格多夫黄金博物馆[1][2]
- 正义女神喷泉

## 名人
- 约翰·亨里希·裴斯泰洛齐
- 麗莎·德拉·卡薩

## 姊妹城市
- 德国布格多夫
- 義大利圣佩莱格里诺泰尔梅

## 外部連結
- 布格多夫市官网
- 布格多夫城堡官网